# Kia Bongo
Kia Bongo — малотоннажный развозной автомобиль-фургон, выпускаемый южнокорейской корпорацией Kia Motors с 1980 года.

## История
Первый прототип модели Bongo появился в 1980 году с логотипом «Kiamaster», у которой годом позднее классические круглые фары были заменены современными квадратными. На модель устанавливали следующие двигатели: дизельные «S2» и бензиновые «UC» с 1985 года. В период с 1987 по 1990 год Bongo продавался как «Power Bongo», чтобы улучшить до 80 л. с. (59 кВт) 2,4 — литровый дизельный двигатель «SF». Для работы в коммунальном хозяйстве производили модель Kia Ceres.

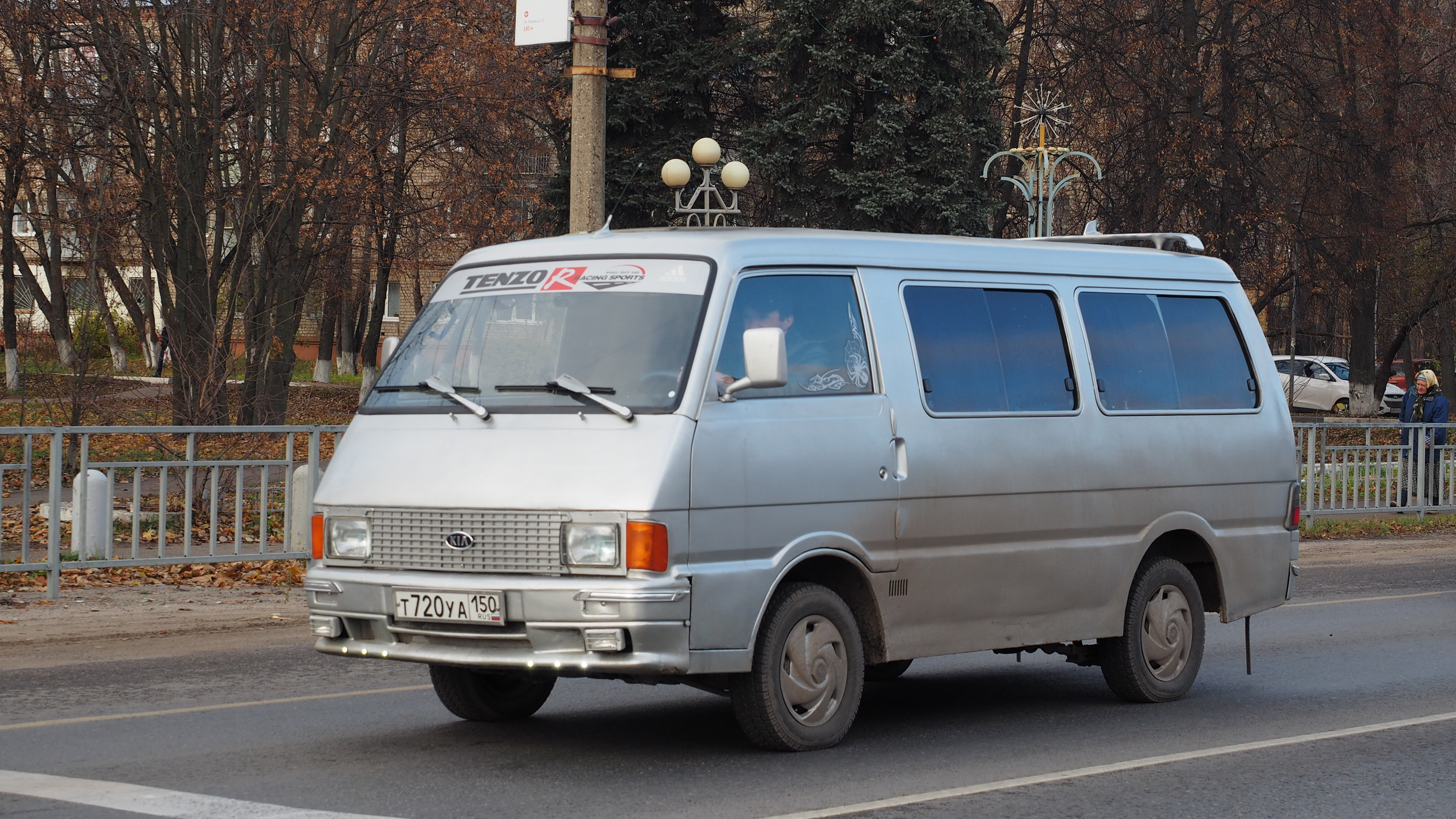
Старый Kia Bongo микроавтобус

В январе 1990 года появилась модель второго поколения Bongo Wide, параллельно с которой производство модели первого поколения продолжалось до 1994 года. Данная модель представляет собой обновлённый Mazda Bongo с дизельным двигателем объёмом 2,7 литров (такая модель получила название Kia Besta, на смену которой летом 1997 года пришла модель Kia Pregio). После снятия с производства первого поколения Bongo логотип «Kiamaster» был заменён логотипом «Kia». Экспортные модели второго поколения Bongo обозначали как K2400 или K2700.
В 1997 году в производство пошла модель «Bongo Frontier» с 2,7-литровым двигателем серии JS мощностью 80 л. с. (59 кВт) и с 3-литровым двигателем JT мощностью 90 л. с. (66 кВт), мощность которого в августе 2001 года была улучшена на четыре лошадиные силы. В 2000 году модель была значительно модернизирована. Пятью годами позднее модель была снята с производства.
С 2005 года выпускается современная модель Kia Bongo III, которую модернизировали девятью годами позднее. На её основе в январе 2020 года был разработан электромобиль, способный разогнаться до 211 км/ч.